# C-Road (Kalifornija)
C-Road je naseljeno područje za statističke svrhe u američkoj saveznoj državi Kalifornija. Prema popisu stanovništva iz 2010. u njemu je živjelo 150 stanovnika.